# تيراداس
بلدية تيراداس (بالإسبانية: Terradas) هي بلدية تقع في مقاطعة جرندة التابعة لمنطقة كتالونيا شمال شرق إسبانيا.

## الديموغرافيا
بلغ عدد سكان بلدية تيراداس 311 نسمة عام 2011 (وفقاً للمعهد الوطني الإسباني للإحصاء).
| 192 | 185 | 182 | 155 | 266 | 301 | 311 |